# جين هانسن
جين هانسن (بالهولندية: Gène Hanssen)‏ (9 يناير 1959 في كيركراده في هولندا – )؛ هو لاعب كرة قدم سابق كان يلعب كمدافع.

## وصلات خارجية
- جين هانسن على موقع رابطة كرة القدم اليابانية للمحترفين (اليابانية)
- جين هانسن على موقع قاعدة بيانات كرة القدم.إي يو (الإنجليزية)
- جين هانسن على موقع عالم كرة القدم.نت (الإنجليزية)